# 笠井駿
笠井 駿（かさい しゅん、1995年4月20日 - ）は、東京都出身の元プロ野球選手（内野手・外野手）、指導者。右投右打。プロでは育成選手であった。

## 経歴
中学時代は武蔵府中シニアに所属。国士舘高時代は、甲子園出場経験はなし。
高校卒業後は東北福祉大学へ進学し、仙台六大学野球連盟に加盟する同校の硬式野球部に入部。大学時代に、チームは3年次の第65回全日本大学野球選手権大会と4年次の第66回全日本大学野球選手権大会に2年連続で出場している。
2017年10月26日、プロ野球ドラフト会議で読売ジャイアンツから育成選手ドラフト3位指名を受け、入団。
2020年11月2日、戦力外通告が公示された。
2021年よりジャイアンツアカデミーのコーチに就任した。2024年からジャイアンツ U15ジュニアユースのマネジャー兼コーチに就任。

## 人物・プレースタイル
50m走5秒7、遠投110mの俊足強肩の外野手であり、送球が正確で守備力が高い。
東京都生まれであり、両親は読売ジャイアンツのファン。小学校時代は、両親と東京ドームで観戦したこともあった。
目標としている選手は1歳年上の鈴木誠也。小・中・高と対戦したことがあり、記憶に強く残っているためである。

## 詳細情報

### 年度別打撃成績
- 一軍公式戦出場なし

### 背番号
- 004（2018年 - 2020年）